# Rondaniola bursaria
Rondaniola bursaria är en tvåvingeart som först beskrevs av Bremi 1847.  Rondaniola bursaria ingår i släktet Rondaniola och familjen gallmyggor. Inga underarter finns listade i Catalogue of Life.

## Bildgalleri

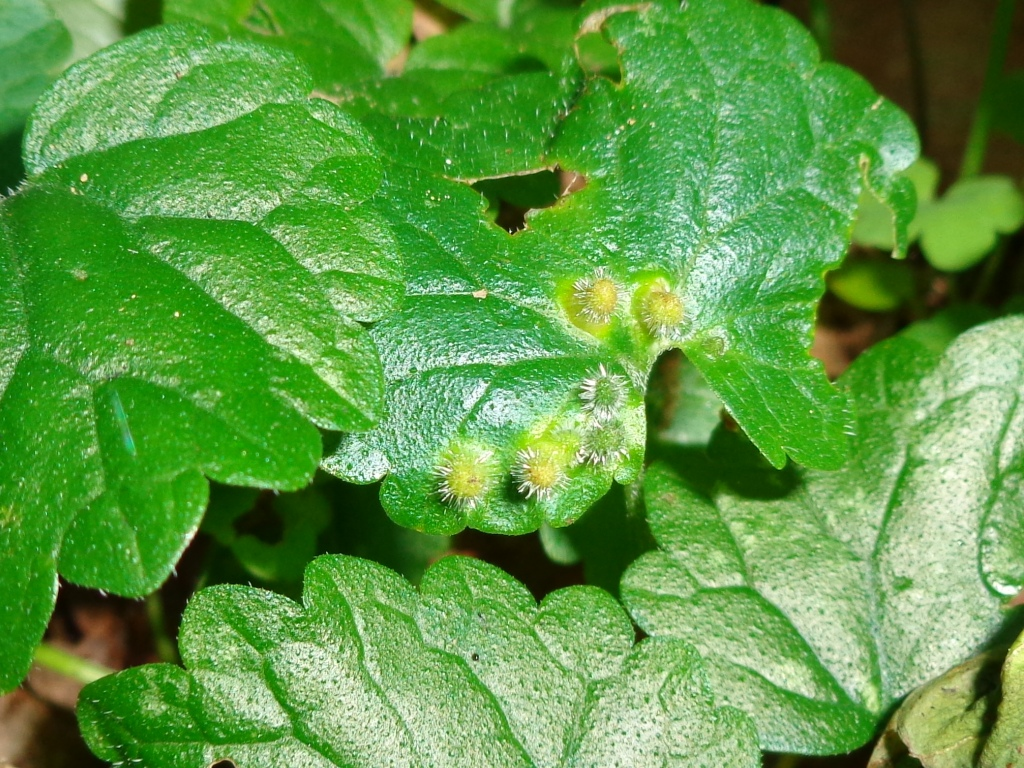